# 容庚
容庚（1894年9月5日—1983年3月6日），本名肇庚，字希白，號頌齋，廣東東莞人，近代中国文字学家、金石学家、书法家与收藏家。

## 生平
1894年出生於書宦之家，出生時父親題詩：「時局正需才，生男欲壯哉」，曾隨舅父鄧爾雅學習「說文解字」，「或習篆，或刻印，金石書擁置四側，心竊樂之。」後師從羅振玉研究古文字。1922年，入國立北京大學研究所國學門為研究生。1926年畢業，先後任教於國立北京大學、燕京大學、汪精衞政權国立北京大学，曾主編《燕京學報》。抗日勝利後，任嶺南大學中文系主任。後任中山大學中文系教授。著作等身，有《金文編》（1925年）、《金文續編》、《商周彝器通考》（1941年）等。

### 為北大教職
1945年抗戰勝利，傅斯年代理北大校長，堅決不聘抗戰期間未隨學校南遷而留在日軍占領下的「偽北大」的教員，並直言「漢賊不兩立，連握手都不應該」。被傅斯年開除的「偽北大」教授中，就包括周作人，他在抗戰八年中任「偽北大」教授兼文學院院長。另一個被開除的教授是著名歷史學家容庚。容庚寫了一篇「萬言書」自辯：「庚獨眷戀於北平者，亦自有故：日寇必敗，無勞跋涉，一也；喜整理而拙玄想，舍書本不能寫作，二也；二十年來搜集之書籍彝器，世所稀有，未忍舍棄，三也……」傅斯年則回應：「專科以上學校必須要在禮義廉恥四字上，做一個不折不扣的榜樣，給學生們、下一代的青年們看看！」北大原先是請全體教員內遷的，事實上除周作人等一二人之外，沒有內遷的少數教員也轉入輔仁、燕京（以上兩所學校為私立性質的教會大學，北大則為國民政府教育部直轄的公立大學）任教；北大有絕對自由，不聘請任何偽校偽組織之人任教。容庚不死心，找傅斯年當面理論，傅斯年指著他大罵：「你這個民族敗類、無恥漢奸，快滾，快滾，不用見我！」當場命人將容氏架了出去。容庚無奈，輾轉回到廣東老家，在嶺南大學任教。

### 反右與文革期間
1954年，全國大批胡適，容庚說：「胡適尊重證據，主張凡評定事物，要使出證據來。這和毛主席提倡的『實事求是』精神是一致的。」1958年，反右鬥爭塵埃落定，容庚又為中山大學中文系被打成右派反黨小集團的董每戡、詹安泰、葉啟芳、吳重翰、盧叔度等奔走呼籲，希望有關方面放他們一馬。1958年紅專大辯論，大家都認為政治第一，容老卻公開標榜「我是業務第一」。1959年「拔白旗」運動中，商承祚被批判未以馬列主義觀點對待文字學，容庚敢於出馬為商辯護說：「我就不相信馬列主義能夠指導文學」。1966年，文化大革命一觸即發，容庚為吳晗、鄧拓喊冤叫屈，說當時的大批判是「文字獄」，是「焚書坑儒」。
中山大學校長黃煥秋在容庚追悼大會上致悼辭說：「在十年動亂期間，他身處逆境，備受迫害，依然剛直不阿，不講違心之話，不做悖理之事。這就是容庚。」
不过，容庚在《文字改革月刊》特刊51期发表《汉字简化不容翻案》，“痛打落水狗”陈梦家，他说陈梦家“坚决反对创造简化字”，但写给自己的信中，就用了不少简化字。容庚还就此下了一结论“此右派之所以为右派也”。